# LG 블랙 자피로
LG MG810(일명 LG 블랙 자피로, LG Black Zafiro)는 LG전자에서 제조한 휴대 전화이다. 이 전화기는 흔히 초콜릿 플립으로 알려진 전화기의 GSM 버전이다. 이 클램셸 스타일 전화기는 LG 초콜릿 시리즈의 내비게이션에 사용되는 키패드와 유사하게 상단에 터치 감응식 음악 컨트롤이 있다.